# ایوانوفکا (باشقیرستان)
ایوانوفکا (انگلیسی: Ivanovka, Republic of Bashkortostan) یک شهرک در شهرستان کراسنوکامسکی استان باشقیرستان کشور روسیه است.